# Мнацаканян, Грачья
Грачья Мнацаканян (арм. Հրաչյա Մնացականյան; род. 16 декабря 1985) — армянский футболист.
В сезонах 2002—2011 играл в Армянской премьер-лиге за «Ширак» из Гюмри. В первой лиге играл за фарм-клуб основной команды — «Ширак-2».
|               | 2002   | 2003   | 2004  | 2005   | 2006   | 2007   | 2008   | 2009   | 2010   | 2011   |
| ------------- | ------ | ------ | ----- | ------ | ------ | ------ | ------ | ------ | ------ | ------ |
| Премьер-лига  | 3 — 1  | 2 — 0  | 7 — 0 | 11 — 0 | 20 — 0 | 20 — 0 | 16 — 0 | 22 — 0 | 21 — 0 | 22 — 0 |
| Кубок Армении | 4 — 0  |        |       |        |        |        |        |        |        |        |
| Первая лига   | 20 — 5 | 18 — 0 |       |        |        |        |        |        |        |        |

Примечание. Данные могут быть неполными.